# Subrett

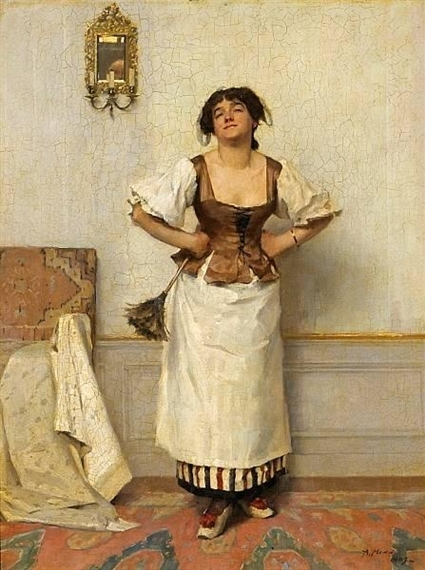
Målningen Soubrette av Alexander Mann.

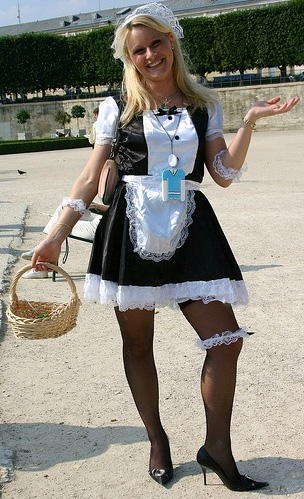
I förlängningen kan subrett hänvisa till en fräck eller flirtig ung kvinna, och begreppet har också blivit synonymt med ett sexualiserat franskt hembiträde.

En subrett (av franska soubrette, kammarjungfru) är en arketypisk rollfigur inom komisk teater, opera, operett, musikal och film. Arketypen tar ofta sig formen som den fina damens kammarjungfru eller hembiträde. I förlängningen kan termen generellt hänvisa till en fräck eller flirtig ung kvinna.

## Teater
Inom teatern är en subrett en komedifigur som är fåfäng och flickaktig, fräck, gatusmart, spjuveraktig, kokett, intrigerande och skvallrig – ofta i rollen som kammarjungfru eller förtrogen till ingenuy. Hon är ofta flirtig eller sexuellt utmanande. Subretten dök upp i commedia dell'arte, ofta i rollen som Colombina. Molière var influerade av Commedia, och utifrån Colombina utvecklade han bland annat den skälmska kammarjungfrun Dorine i Tartuffe (1664). Ett annat känt exempel, fast hundra år senare, är Suzanne i Pierre de Beaumarchais Figaros bröllop (1784).

## Opera
Inom klassisk musik och opera syftar termen subrett både på en typ av sopran och på en fach, och en typ av operaroll. En subrettröst är en koloraturaktig sopran, med en ljus, söt timbre och en tessitura i mellanregistret, men utan omfattande koloratur. En subretts vokalomfång sträcker sig ungefär från mitten av C (C4) till "höga D" (D6). Rösten har en ljusare klang än andra sopranröster. Många unga sångerskor börjar som subrett men kan när de blir äldre och rösten mognar omklassificeras till en annan rösttyp, vanligtvis antingen en lätt lyrisk sopran, en lyrisk koloratursopran eller en koloraturmezzosopran. Sällan förblir en sångerska en subrett under hela sin karriär. Subrettens tessitura tenderar att ligga lite lägre än den lyriska sopranens och spintosopranens.

### Opera- och operettroller
Olika klassiska subrettroller inom opera och operetter
- Adele, Die Fledermaus (J. Strauss II)
- Alison, The Wandering Scholar (Holst)
- Amor, Orfeo och Eurydike (Gluck)
- Ännchen, Der Freischütz (von Weber)
- Ann Page, Muntra fruarna i Windsor (Nicolai)
- Auretta, L'oca del Cairo (Mozart)
- Barbarina, Figaros bröllop (Mozart)
- Bärbele, Schwarzwaldmädel (Jessel)
- Bastienne, Bastien und Bastienne (Mozart)
- Belinda, Dido and Aeneas (Purcell)
- Berta, Il barbiere di Siviglia (Gioachino Rossini)
- Cis, Albert Herring (Britten)
- Clotilde, Norma (Bellini)
- Despina, Così fan tutte (Mozart)
- Echo, Ariadne auf Naxos (R. Strauss)
- Elisa, Il re pastore (Mozart)
- Emmie, Albert Herring (Britten)
- Giannetta, L'elisir d'amore (Donizetti)
- Hannele, Schwarzwaldmädel (Jessel)
- Hirte (Shepherd), Tannhäuser (Wagner)
- Lisa, Grevinnan Mariza (Kálmán)
- Lisa, The Grand Duke (Gilbert och Sullivan)
- Lisette, La rondine (Puccini)
- Marie, Der Waffenschmied (Lortzing)
- Marie, Tsar och timmerman (Lortzing)
- Marzellina, Fidelio (Beethoven)
- Musetta, La bohème (Puccini)
- Nannetta, Falstaff (Verdi)
- Norina, Don Pasquale (Donizetti)
- Ninetta, La finta semplice (Mozart)
- Olga, Fedora (Giordano)
- Papagena, Trollflöjten (Mozart)
- Phoebe, The Yeomen of the Guard (Gilbert och Sullivan)
- Pitti-Sing, The Mikado (Gilbert och Sullivan)
- Servilia, La clemenza di Tito (Mozart)
- Serpetta, La finta giardiniera (Mozart)
- Serpina, La serva padrona (Pergolesi)
- Sophie, Der Rosenkavalier (R. Strauss)
- Stasi, Csardasfurstinnan (Kálmán)
- Susanna, Figaros bröllop (Mozart)
- Yniold, Pelléas et Mélisande (Debussy)
- Zerlina, Don Giovanni (Mozart)